# John Carmack
(John Carmack.)
John D. Carmack II (Kansas City, 21 agosto 1970) è un programmatore e autore di videogiochi statunitense.
Cofondatore dell'azienda videoludica id Software, negli anni '90 è stato il programmatore capo dei videogiochi Commander Keen, Wolfenstein 3D, Doom, Quake e i loro seguiti. Carmack portò a innovazioni nella computer grafica 3D, come l'algoritmo per i volumi delle ombre noto come Carmack's reverse.
Nel 2013, si dimise da id Software per lavorare a tempo pieno presso Oculus VR come direttore tecnico. Nel 2019, ridusse il suo ruolo a consulente direttore tecnico (consulting CTO) per poter dedicare più tempo allo studio dell'intelligenza artificiale generale (AGI). Nel 2022, lasciò Oculus per lavorare alla sua azienda sull'AGI, Keen Technologies.

## Biografia

### Carriera videoludica
La prima esperienza professionale di Carmack iniziò a Shreveport (Louisiana), alla Softdisk, dove tra gli altri lavoravano già John Romero e Adrian Carmack (con cui non condivide parentela). Questo team venne incaricato di creare, sotto l'etichetta Gamer's Edge, una serie di videogiochi che uscivano bimestralmente e che potevano essere acquistati sottoscrivendo un abbonamento; dopo essere stati contattati dal creatore di Apogee, Scott Miller, decisero di creare la id Software per quello che sarà il loro primo titolo, Commander Keen. Il motore grafico del gioco fu realizzato da Carmack che, per mezzo di alcuni "trucchi" riuscì a oltrepassare le limitazioni dell'hardware (il gioco sfruttava lo standard EGA) e ottenere un movimento delle schermate molto fluido, normale nelle console ma inedito per i PC dell'epoca.
Dopo una chiacchierata con uno dei programmatori di Ultima Underworld, Carmack cominciò ad interessarsi della programmazione 3D, creando il suo primo motore grafico tridimensionale attraverso il metodo del ray-casting, utilizzato per Hovertank 3D, Catacomb 3-D e Wolfenstein 3D. Quest'ultimo raggiunse la vetta delle classifiche degli shareware, definendo il concetto di sparatutto in prima persona ed instradando la compagnia verso una serie di successi.
Dopo il rilascio di Wolfenstein 3D, mentre gli altri membri di id Software lavoravano sul prequel Spear of Destiny, Carmack cominciò ad espandere il suo motore grafico per supportare sia i pavimenti che i soffitti texturizzati, che rappresentavano un enorme passo avanti rispetto ai soffiti e pavimenti di Wolfenstein 3D, colorati in monotono. Quest'evoluzione dell'engine fu utilizzata per il gioco Shadowcaster, sviluppato da Raven Software.
Seppure il motore grafico aggiornato da Carmack fosse tecnologicamente avanzato, egli decise di ricominciare da zero per sviluppare il celebre motore di Doom, l'id Tech 1 (noto poi come Doom Engine), che permise di realizzare geometrie mai viste nei videogiochi fino a quel momento, come muri non ortogonali, stanze a diverse altezze e finestre che permettevano di vedere fuori dalla stanza da cui il giocatore guardava. L'eccezionalità e la velocità del motore grafico furono rese possibili anche grazie all'applicazione dell'algoritmo di partizione a spazio binario (Binary Space Partitioning), che permetteva di risolvere in modo estremamente efficiente il problema della determinazione delle superfici visibili (visible surface determination), combinato con una gestione super efficiente delle risorse hardware. Doom rappresentò la consacrazione di id Software, per il motore grafico inedito, il gameplay innovativo, la possibilità di gioco in mutiplayer e le vaste possibilità di modding - rese possibili grazie al design di Carmack.
Nei mesi successivi alla pubblicazione di Doom, mentre il resto del team lavorava al seguito Doom II, John Carmack stava gettando le basi per quelli che saranno i motori grafici che avrebbero alimentato buona parte dell'industria negli anni seguenti: l'id Tech 2 e id Tech 3, veri e propri motori 3D adoperati per Quake, Quake II e Quake III: Arena.
Specialmente i motori di Quake II e Quake III:Arena sono ancora oggi oggetto di studio per il contesto dei motori grafici, rappresentando una sorta di modello per il settore. Poco dopo la loro creazione, questi furono richiesti e licenziati da numerosissime compagnie, come Infinity Ward (Call of Duty) e Valve (Half-Life), in quanto rappresentavano lo stato dell'arte dell'epoca. Inoltre, moltissime carriere nel mondo dei videogiochi sono iniziate grazie a questi, per la possibilità di modding e la loro natura open source.
In seguito sviluppò Doom 3. Tra i suoi ultimi lavori nell'industria videoludica (mirate alle principali console e computer dei tempi) fu notevole lo sviluppo della tecnologia MegaTexture, utilizzata per Enemy Territory: Quake Wars (id Tech 4) e Rage (id Tech 5).

### Dopo i videogiochi
Il 7 agosto 2013, Carmack entrò in Oculus VR come direttore tecnico (CTO). Il 22 novembre 2013, si dimise da id Software per lavorare a tempo pieno a Oculus VR. La ragione per l'abbandono di id risiede nel fatto che la sua azienda madre ZeniMax Media non intendeva supportare Oculus Rift. Il ruolo di Carmack in entrambe le aziende sarebbe diventato centrale nell'ambito di una causa legale di ZeniMax contro Facebook, l'azienda madre di Oculus accusata di aver rubato la proprietà intellettuale della realtà virtuale di ZeniMax. La giuria assolse Carmack, anche sebbene Oculus e altri dirigenti furono ritenuti responsabili di violazioni di marchi, copyright e contratti.

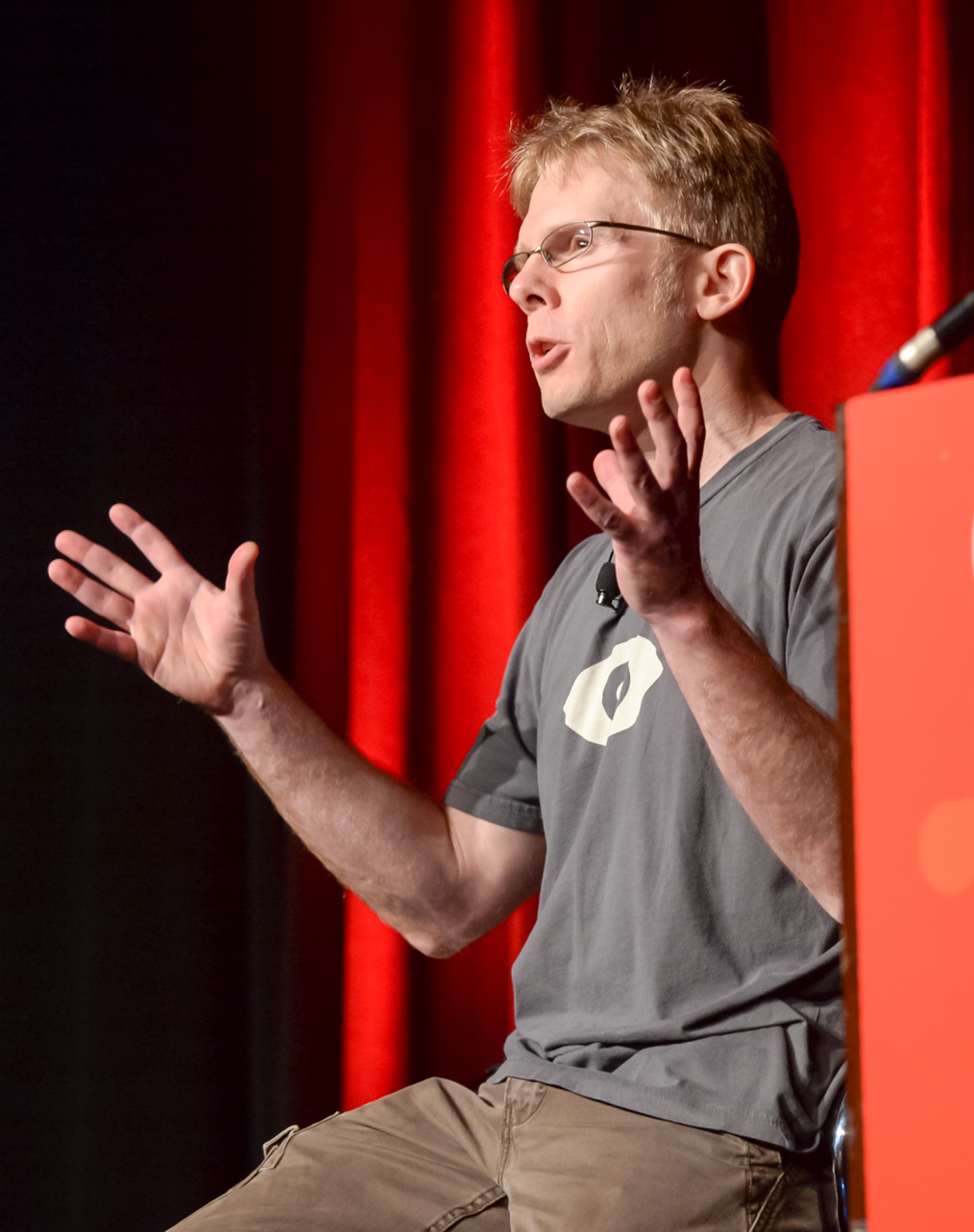
Carmack parla della "alba della realtà virtuale mobile" durante la Game Developers Conference 2015

Nel febbraio 2017, Carmack fece causa a ZeniMax, affermando che si era rifiutata di pagargli i restanti 22,5 milioni di dollari dovuti all'acquisto di id Software. Nell'ottobre 2018, Carmack affermò che avevano raggiunto un accordo, chiudendo la causa: "Zenimax ha pienamente soddisfatto i loro obblighi verso di me".
Il 13 novembre 2019, Carmack si dimise dal ruolo di CTO per diventare consulente CTO per dedicare maggior tempo al lavoro sull'intelligenza artificiale generale. Il 19 agosto 2022, Carmack annunciò di aver raccolto 20 milioni di dollari per la nuova azienda sull'intelligenza artificiale generale, chiamata Keen Technologies. Il 16 dicembre 2022, Carmack lasciò Oculus per concentrarsi interamente su Keen.

### Armadillo Aerospace
Intorno al 2000 e durante la sua carriera nel mondo dei videogiochi, l'interesse di Carmack per i razzi lo ha portato a fondare privatamente la Armadillo Aerospace, una compagnia che aveva come obiettivo principale la realizzazione di veicoli per il volo suborbitale a fini turistici. Dopo diversi lanci di prototipi e premi ricevuti dalla NASA, la compagnia è stata definita in "Standby".

### Vita privata

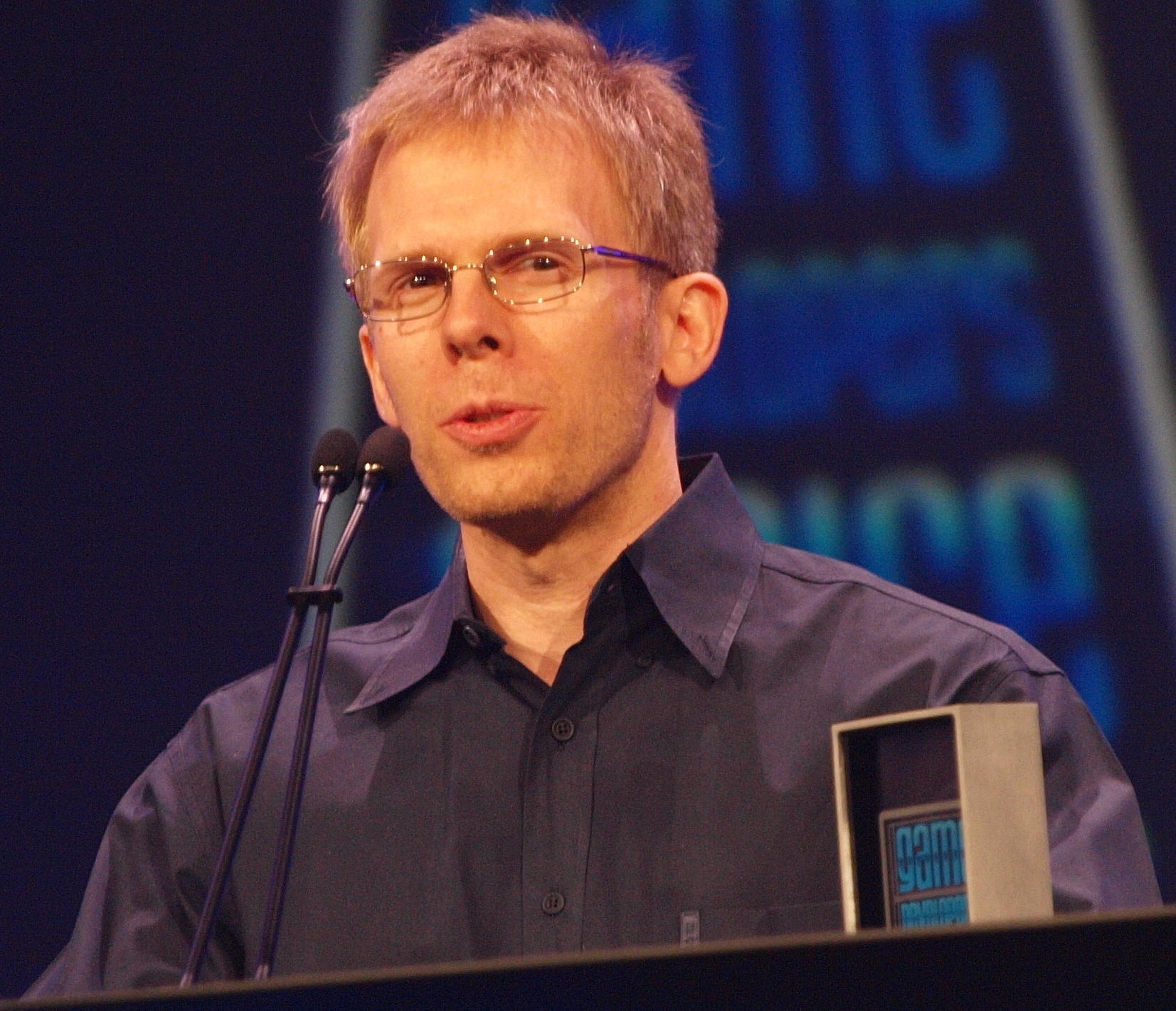
John Carmack alla Game Developers Conference del 2010.

Dal gennaio 2000 fino al 2021 è stato sposato con Katherine Anna Kang dalla quale ha avuto due figli (il primo nel 2004).

## Software libero
Carmack è un sostenitore del software open source, e per questo motivo ha reso pubblici, dopo qualche anno dalla loro uscita, i codici sorgenti dei suoi motori grafici.

## Riconoscimenti e apparizioni
- Nel 1999 Carmack è arrivato al 10º posto nella lista delle 50 persone più influenti nelle tecnologie della rivista Time[17]
- Il 22 marzo 2001 Carmack è diventato la quarta persona ad essere insignita del premio della Academy of Interactive Arts and Sciences, insieme ad altri personaggi come Shigeru Miyamoto, Sid Meier e Will Wright.
- Nel 2003 è uscito il libro Masters of Doom, storia della id Software e dei suoi due principali membri, Carmack e Romero.
- Nel 2005 è uscito il film ispirato a Doom, dove appare il personaggio del Dr. Carmack, in omaggio al co-creatore del gioco.
- Nel 2006 Carmack è stato aggiunto alla Walk of Game di San Francisco.
- Nel gennaio 2007 Carmack e id Software sono stati premiati con due premi Emmy.
- Nel settembre 2007 una trasmissione televisiva trasmessa su Discovery Channel è stata dedicata al team di Armadillo Aerospace.
- Nel 2008 Carmack è stato premiato alla 59ª edizione dell'Annual Technology & Engineering Emmy Awards per il videogioco Quake.
- Nel 2008 la sua azienda Armadillo Aerospace vince il premio di 350 000 dollari Level One X-Prize Lunar Lander Challenge.[18]
- Nel 2010 è stato premiato alla Game Developers Conference Lifetime Achievement per il suo lavoro.[19]